# 伪真菌总门
伪真菌总门（Pseudofungi）是一个不等鞭毛类的子类群，又被称为丝壶菌总门（Heterokontimycotina） ，由卵菌纲和丝壶菌纲组成。虽然它们的生长形式（菌丝）和营养模式类似于真菌，但大量的生化、超微结构和遗传性状清楚地将它们放置在不等鞭毛类。